# Diplomate (pâtisserie)
Pour les articles homonymes, voir Diplomate (homonymie).
Le diplomate, ou pudding à la diplomate, est une pâtisserie française dont la recette admet des variantes. La plupart des définitions s'accordent pour dire qu'il s'agit d'un entremets garni de fruits confits et nappé de crème. Il se rapproche de l'ambassadeur.

## Étymologie
Le nom de ce dessert viendrait du fait qu'il ait été imaginé par Talleyrand pendant le Congrès de Vienne[réf. nécessaire].

## Description
Selon les sources, la définition du diplomate varie. Pour le TLFi, il s'agit d'un « entremets froid servi avec une sauce aux fruits ». Le Petit Robert parle d'un « entremets fait de biscuits à la cuiller, de fruits confits et d'une crème anglaise » et le Larousse d'un « pudding à base de morceaux de biscuits, garnis de fruits confits hachés et enrobés de crème anglaise ».
Le Grand Larousse gastronomique distingue quant à lui deux versions, l'une cuite, l'autre prise au froid : la première est faite d'une alternance de couches de marmelade d'abricot et de brioche rassise aux fruits confits. Le tout, recouvert de crème anglaise, est cuit au bain-marie puis refroidi. La seconde version superpose des couches de biscuits à la cuillère imbibés de rhum ou de kirsch, des fruits confits, de la marmelade d'abricot et un bavarois ou une crème aux œufs. Les deux préparations sont servies refroidies et accompagnées d'une sauce (crème anglaise, coulis de fruits, sauce ou chocolat).
Dans sa version individuelle, il est généralement constitué d'un petit « cube » en carton, doré sur sa face extérieure et s'évasant vers le haut, garni de crème aux fruits confits et surmontée d'un bigarreau confit.